# 大阪電気軌道デトボ151形電車
大阪電気軌道デトボ151形電車（おおさかでんききどうデトボ151がたでんしゃ）は、大手私鉄・近畿日本鉄道（近鉄）の前身である大阪電気軌道（大軌）が、1921年に製作した無蓋電動貨車である。のち近鉄に引き継がれ、近鉄モト700形となったが、新造や合併による引継の旅客車と番号の重複を避けるため（大軌時代を含め）4度も改番を行い、最終的にはモト50形となった。

## 概要
1921年にデトボ151 - 153、翌1922年にデワボ156 - 158の計6両が製造された。製造は158が田中鉄工所である他は、藤永田造船所である。有蓋電動貨車デワボ151形との通しの番号となっており、形式内の番号は連続していない。

## 車体
車体は151 - 153・156・157が全長11,645mm、最大幅2,463mmの木造車体であり、両端に乗務員室を設け、いずれも3枚の窓を設けた非貫通構造の妻面を備える。前照灯は妻面幕板中央に灯具を取り付けており、長尺物を積載できるように乗務員室の幅が車体より狭いのが特徴である。またアンチクライマーを装備しており、車体下部にはトラス棒が取りつけられている。
一方、158は全長約15 mと他の5両より長くなっている。

## 主要機器
主電動機は全車とも78kWのゼネラル・エレクトリック(GE)社製GE-240A形2基搭載とされた。制御器は151 - 153・156・157が間接非自動式のGE社製を、158がMK制御器を搭載した。台車は151 - 153・156・157がボールドウィン社製BW-76-18K（158については不明）、ブレーキについては全車ともGE社製非常弁付き直通ブレーキを装備している。

## 改番・廃車
デボ61形が増備されてくると、100番台の電動貨車は車番の重複が考えられたことから改番を行うととした。このため、1923年12月10日付で本形式はデトボ600形・デトボ700形に改番された。
デトボ151形デトボ158 → デトボ600形デトボ601
デトボ151形デトボ151 - 153・156・157 → デトボ700形デトボ701 - 705
その後、デトボ600形についてはデボ600形が登場する以前に廃車となった。一方それ以外の5両についてはその後も在籍し、1942年の称号改正では番号はそのまま、記号をデトボ→モトに変更している。
その後、1950年4月に本形式は再度改番を実施した。これによりモト950形となった。
モト700形モト701 - 705 → モト950形モト951 - 955
その後、1961年に900系の登場を控え3度目の改番を行い、モト150形となっている。
モト950形モト951 - 955 → モト150形モト151 - 155
その後、1964年に三重電気鉄道との合併に絡み100番台の番号をナロー車両に明け渡してモト50形となった。
モト150形モト151 - 155 → モト50形モト51 - 55
また、1955年には951にレールなどの重量物運搬荷役のために起重機を取り付けている。
また、1969年時点ではブレーキを非常弁付き直通ブレーキからA自動空気ブレーキに改造している。
奈良線系統で長尺物を運べる車両は、1960年にチ90形貨車が登場するまでこの1形式のみであり、レールや電柱を運ぶのに用いられていた。
その後製造以来45年が経過し老朽化が進行していたこともあり、1500V昇圧工事完成の時点で全車廃車の方針となり、1969年9月21日の昇圧時に廃車され、現存しない。。